# Sąd Konstytucyjny (Słowenia)
Sąd Konstytucyjny , Trybunał Konstytucyjny (słoweń. Ustavno sodišče Republike Slovenije, US RS) – sąd konstytucyjny Słowenii z siedzibą w Lublanie.

## Historia
W wyniku uchwalenia w 1963 roku nowej konstytucji SFRJ przeprowadzającej reformę ustrojową Jugosławii, zostały utworzone sądy konstytucyjne federalnych jednostek Jugosławii w tym Sąd Konstytucyjny Socjalistycznej Republiki Słowenii. 5 czerwca 1963 roku został powołany pierwszy skład sędziowski (przewodniczący i 8 sędziów). W wyniku ogłoszenia niepodległości Republiki Słowenii 25 czerwca 1991 roku dotychczasowy sąd konstytucyjny republiki stał się sądem konstytucyjnym suwerennego państwa, a na mocy konstytucji Słowenii z 23 grudnia 1991 roku wprowadzającej trójpodział władzy stał się niezależnym i najwyższym organem sądowym w zakresie konstytucyjnym .

## Skład
Zgodnie z konstytucją Sąd Konstytucyjny składa się z dziewięciu sędziów wybranych przez Zgromadzenie Państwowe spośród kandydatów przedstawionych przez prezydenta. Kandydatem może być zawodowy prawnik, który ukończył 40. rok życia. Sędzia wybierany jest na dziewięcioletnią kadencję bez możliwości reelekcji. Po upływie tego okresu nadal sprawuje swój urząd do czasu wyboru swojego następcy. Sędziom przysługuje immunitet taki jak posłom Zgromadzenia Państwowego. Opróżnienie urzędu sędziego przed upływem dziewięciu lat może nastąpić jedynie w przypadku zrzeczenia się sędziego, skazania go na karę pozbawienia wolności za przestępstwo karne lub uznanie trwałej niezdolności do pełnienia urzędu. Stanowiska sędziego Sądu Konstytucyjnego nie można łączyć ze sprawowaniem funkcji lub pracą w organach państwowych, władzach samorządowych, partiach politycznych i związkach zawodowych oraz członkostwem w organach zarządzających lub kontrolujących spółki, instytuty i spółdzielnie, jak i pracą zawodową i zarobkową, z wyjątkiem zawodu nauczyciela akademickiego.
Sędziowie ze swojego grona wybierają Przewodniczącego Sądu Konstytucyjnego na trzyletnią kadencję.
| Sędziowie Sądu Konstytucyjnego (Sodniki Ustavnega sodišča) | Sędziowie Sądu Konstytucyjnego (Sodniki Ustavnega sodišča) | Sędziowie Sądu Konstytucyjnego (Sodniki Ustavnega sodišča) | Sędziowie Sądu Konstytucyjnego (Sodniki Ustavnega sodišča) | Sędziowie Sądu Konstytucyjnego (Sodniki Ustavnega sodišča)                                              | Sędziowie Sądu Konstytucyjnego (Sodniki Ustavnega sodišča) |
| Lp.                                                        | Sędzia                                                     | Okres pełnienia funkcji                                    | Okres pełnienia funkcji                                    | Uwagi                                                                                                   |                                                            |
| Lp.                                                        | Sędzia                                                     | od                                                         | do                                                         | Uwagi                                                                                                   |                                                            |
| ---------------------------------------------------------- | ---------------------------------------------------------- | ---------------------------------------------------------- | ---------------------------------------------------------- | --- | ---------------------------------------------------------- |
| 1.                                                         | dr. Janez Šinkovec                                         | 25 czerwca 1991                                            | 8 stycznia 1998                                            | 2. zastępca przewodniczącego (1997–1998)                                                                |                                                            |
| 2.                                                         | dr. Lovro Šturm                                            | 25 czerwca 1991                                            | 19 grudnia 1998                                            | 1. przewodniczący (1991–1994)                                                                           |                                                            |
| 3.                                                         | dr. Peter Jambrek                                          | 25 czerwca 1991                                            | 19 grudnia 1998                                            | 3. przewodniczący (1997–1998)                                                                           |                                                            |
| 4.                                                         | dr. Anton Perenič                                          | 25 czerwca 1991                                            | 30 września 1992                                           | |                                                            |
| 5.                                                         | dr. Anton Jerovšek                                         | 25 czerwca 1991                                            | 19 grudnia 1998                                            | 2. przewodniczący (1994–1997)                                                                           |                                                            |
| 6.                                                         | mag. Matevž Krivic                                         | 25 czerwca 1991                                            | 19 grudnia 1998                                            | 3. zastępca przewodniczącego (1998)                                                                     |                                                            |
| 7.                                                         | mag. Janez Snoj                                            | 12 lutego 1992                                             | 31 marca 1998                                              | |                                                            |
| 8.                                                         | dr. Lojze Ude                                              | 25 maja 1993                                               | 24 maja 2002                                               | 4. zastępca przewodniczącego (1998–2001)                                                                |                                                            |
| 9.                                                         | dr. Boštjan Zupančič                                       | 25 maja 1993                                               | 31 października 1998                                       | |                                                            |
| 10.                                                        | Franc Testen                                               | 25 maja 1993                                               | 24 maja 2002                                               | 4. przewodniczący (1998–2001) 1. zastępca przewodniczącego (1994–1997)                                  |                                                            |
| 11.                                                        | dr. Miroslava Geč-Korošec                                  | 9 stycznia 1998                                            | 1 października 2000                                        | |                                                            |
| 12.                                                        | prof. dr. Dragica Wedam Lukić                              | 1 kwietnia 1998                                            | 31 marca 2007                                              | 5. przewodniczący (2001–2004)                                                                           |                                                            |
| 13.                                                        | prof. dr. Janez Čebulj                                     | 31 października 1998                                       | 27 marca 2008                                              | 6. przewodniczący (2004–2007) 5. zastępca przewodniczącego (2001–2004) sekretarz generalny (1993–1998)  |                                                            |
| 14.                                                        | Lojze Janko                                                | 31 października 1998                                       | 30 października 2007                                       | |                                                            |
| 15.                                                        | prof. dr. Mirjam Škrk                                      | 31 października 1998                                       | 27 marca 2008                                              | 6. zastępcaprzewodniczący (2004–2007)                                                                   |                                                            |
| 16.                                                        | Milojka Modrijan                                           | 31 października 1998                                       | 20 listopada 2007                                          | |                                                            |
| 17.                                                        | prof. dr. Zvonko Fišer                                     | 18 grudnia 1998                                            | 27 marca 2008                                              | |                                                            |
| 18.                                                        | prof. dr. Ciril Ribičič                                    | 19 grudnia 2000                                            | 18 grudnia 2009                                            | 7. zastępcaprzewodniczący (2007–2009))                                                                  |                                                            |
| 19.                                                        | Jože Tratnik                                               | 25 maja 2002                                               | 15 lipca 2011                                              | 7. przewodniczący (2007–2010)                                                                           |                                                            |
| 20.                                                        | mag. Marija Krisper Kramberger                             | 25 maja 2002                                               | 13 września 2010                                           | |                                                            |
| 21.                                                        | prof. dr. Franc Grad                                       | 1 kwietnia 2007                                            | 31 stycznia 2008                                           | |                                                            |
| 22.                                                        | mag. Miroslav Mozetič                                      | 31 października 2007                                       | 30 października 2016                                       | 9. przewodniczący (2013–2016) 8. zastępca przewodniczącego (2010–2013)                                  |                                                            |
| 23.                                                        | mag. Marta Klampfer                                        | 20 listopada 2007                                          | 19 listopada 2016                                          | |                                                            |
| 24.                                                        | dr. Mitja Deisinger                                        | 27 marca 2008                                              | 26 marca 2017                                              | |                                                            |
| 25.                                                        | Jasna Pogačar                                              | 27 marca 2008                                              | 26 marca 2017                                              | |                                                            |
| 26.                                                        | Jan Zobec                                                  | 27 marca 2008                                              | 26 marca 2017                                              | |                                                            |
| 27.                                                        | prof. dr. Ernest Petrič                                    | 25 kwietnia 2008                                           | 24 kwietnia 2017                                           | 8. przewodniczący (2010–2013)                                                                           |                                                            |
| 28.                                                        | dr. Jadranka Sovdat                                        | 19 grudnia 2009                                            | 18 grudnia 2018                                            | 10. przewodniczący (2016–2018) 9. zastępca przewodniczącego (2013–2016) sekretarz generalny (1999–2009) |                                                            |
| 29.                                                        | dr. Etelka Korpič – Horvat                                 | 28 września 2010                                           | 27 września 2019                                           | 10. zastępca przewodniczącego (2016–2019)                                                               |                                                            |
| 30.                                                        | dr. Dunja Jadek Pensa                                      | 15 lipca 2011                                              | 10 listopada 2021                                          | |                                                            |
| 31.                                                        | doc. dr. Špelca Mežnar                                     | 31 października 2016                                       | nadal                                                      | |                                                            |
| 32.                                                        | Marko Šorli                                                | 20 listopada 2016                                          | nadal                                                      | |                                                            |
| 33.                                                        | akad. prof. dr. Marijan Pavčnik                            | 27 marca 2017                                              | nadal                                                      | |                                                            |
| 34.                                                        | prof. dr. Matej Accetto                                    | 27 marca 2017                                              | nadal                                                      | 12. przewodniczący (2021–nadal) 11. zastępca przewodniczącego (2019–2021)                               |                                                            |
| 35.                                                        | prof. dr. dr. Klemen Jaklič                                | 27 marca 2017                                              | nadal                                                      | |                                                            |
| 36.                                                        | prof. dr. Rajko Knez                                       | 27 marca 2017                                              | nadal                                                      | 11. przewodniczący (2019–2021)                                                                          |                                                            |
| 37.                                                        | prof. dr. Katja Šugman Stubbs                              | 19 grudnia 2018                                            | nadal                                                      | |                                                            |
| 38.                                                        | doc. dr. Rok Čeferin                                       | 28 września 2019                                           | nadal                                                      | 12. zastępca przewodniczącego (2021–nadal)                                                              |                                                            |
| 39.                                                        | prof. dr. Rok Svetlič                                      | 11 listopada 2021                                          | nadal                                                      | |                                                            |

## Kompetencje
Do głównych kompetencji Sądu Konstytucyjnego należy badanie zgodności umów międzynarodowych z konstytucją, ustaw z konstytucją, umowami międzynarodowymi i zasadami prawa międzynarodowego, aktów normatywnych niższego rzędu niż ustawa i aktów normatywnych samorządów lokalnych z konstytucją i ustawami oraz aktów wykonawczych z konstytucją, ustawami i aktami normatywnymi niższego rzędu. Sąd Konstytucyjny rozpatruje również skargi konstytucyjne dotyczące naruszenia praw człowieka i podstawowych wolności. Rozstrzyga spory kompetencyjne pomiędzy władzami państwowymi a samorządowymi, samorządami, sądami a pozostałymi organami państwa oraz między Zgromadzeniem Państwowym, Prezydentem Republiki i Rządem. Sąd Konstytucyjny orzeka również w sprawach sprzeczności działalności partii politycznych z konstytucją. 
Sąd Konstytucyjny rozpatruje również skargi dotyczące decyzji o stwierdzeniu prawidłowości wyboru posła.  Sąd Konstytucyjny jest też sądem właściwym do rozpatrywania postawienia przez Zgromadzenie Państwowe w stan oskarżenia Prezydenta Republiki, Premiera lub ministra z powodu naruszenia konstytucji lub ustawy w związku z pełnieniem urzędu (popełnienie deliktu konstytucyjnego). 
Zgodnie z konstytucją Sądowi Konstytucyjnemu w drodze ustawy można powierzyć inne sprawy nieokreślone w Konstytucji.  Na podstawie tego zapisu rozpatruje on odwołania od decyzji Zgromadzenia Państwowego w sprawie wyboru posła do Parlamentu Europejskiego, odwołania od decyzji Rady Państwa w sprawie niepotwierdzenia mandatu jej członków, na wniosek Zgromadzenia Państwowego ocenia konstytucyjne konsekwencje wynikające z odroczenia wprowadzenia ustawy lub jej odrzucenia, orzeka o ważności decyzji Zgromadzenia Państwowego o niezwołaniu referendum w celu zmiany Konstytucji oraz o konstytucyjności decyzji Zgromadzenia Państwowego o rozwiązaniu rady gminy lub odwołaniu burmistrza. Na wniosek rady gminy ocenia konstytucyjność i legalność decyzji tej rady o zwołanie referendum .

## Organizacja
Sąd Konstytucyjny podejmuje decyzje większością głosów wszystkich sędziów, z wyjątkiem skarg konstytucyjnych, które mogą być rozpatrywane w pomniejszonym składzie oraz procesu usunięcia prezydenta, premiera lub ministra z urzędu, gdzie jest potrzeba większości 2/3 wszystkich sędziów. Sąd Konstytucyjny orzeka podczas sesji plenarnych, w których poza sędziami uczestniczą również Sekretarz Generalny Sądu Konstytucyjnego i doradca Sądu Konstytucyjnego, któremu przydzielono sprawę . Obradom przewodniczy Przewodniczący Sądu Konstytucyjnego, a w przypadku jego nieobecności jest zastępowany według starszeństwa sędziów, określonego w następującej kolejności:
1. Przewodniczący Sądu Konstytucyjnego,
2. Zastępca Przewodniczącego Sądu Konstytucyjnego,
3. sędziowie Sądu Konstytucyjnego według kolejności rozpoczynania sprawowania urzędu sędziego Sądu Konstytucyjnego. W przypadku kilku sędziów, którzy rozpoczęli je w tym samym czasie decyduje kolejność urodzin.

Decyzje w sprawach administracyjnych i organizacyjnych podejmowane są na sesjach administracyjnych . Podczas nich dokonuje się także wyboru przewodniczącego, zastępcy, sekretarza generalnego.
Skargi konstytucyjne rozpatrywane są przez jedną z trzech trzyosobowych izb sądu konstytucyjnego: izby cywilnej, izby karnej i izby administracyjnej .
Sprawy wpływające do Sądu Konstytucyjnego przypisywane są sędziemu tego sądu według alfabetycznie ułożonej listy sędziów. Skargi konstytucyjne przypisywane są w sposób analogiczny według alfabetycznych list danej izby. Do każdej sprawy sekretarz generalny przypisuje również doradcę Sądu Konstytucyjnego .

### Przewodniczący
Przewodniczący Sądu Konstytucyjnego (Predsednik Ustavnega sodišča) wybierany jest przez sędziów Sądu Konstytucyjnego spośród własnego grona w głosowaniu tajnym większością ponad połowy głosów wszystkich sędziów, przeprowadzonym podczas sesji administracyjnej. Kadencja przewodniczącego trwa trzy lata z możliwością reelekcji. Do zadań przewodniczącego, poza wykonywaniem obowiązków sędziego należy koordynowania prac Sądu Konstytucyjnego, zwoływanie i przewodniczenie sesjom sądu, podpisywanie decyzji i orzeczeń Sądu Konstytucyjnego, reprezentowanie Sądu Konstytucyjnego w kontaktach z innymi organami władzy państwowej, kierowanie współpracą z zagranicznymi sądami konstytucyjnymi i organizacjami międzynarodowymi oraz nadzorowanie administracji sądowej.
| Przewodniczący Sądu Konstytucyjnego (Predsedniki Ustavnega sodišča) | Przewodniczący Sądu Konstytucyjnego (Predsedniki Ustavnega sodišča) | Przewodniczący Sądu Konstytucyjnego (Predsedniki Ustavnega sodišča) | Przewodniczący Sądu Konstytucyjnego (Predsedniki Ustavnega sodišča) | Przewodniczący Sądu Konstytucyjnego (Predsedniki Ustavnega sodišča) | Przewodniczący Sądu Konstytucyjnego (Predsedniki Ustavnega sodišča) |
| Lp.                                                                 | Okres pełnienia funkcji                                             | Okres pełnienia funkcji                                             | Sędzia                                                              | Okres zasiadania w Sądzie Konstytucyjnym                            | Okres zasiadania w Sądzie Konstytucyjnym                            |
| Lp.                                                                 | od                                                                  | do                                                                  | Sędzia                                                              | od                                                                  | do                                                                  |
| ------------------------------------------------------------------- | ------------------------------------------------------------------- | ------------------------------------------------------------------- | ------------------------------------------------------------------- | ------------------------------------------------------------------- | ------------------------------------------------------------------- |
| 1.                                                                  | 25 czerwca 1991                                                     | 24 kwietnia 1994                                                    | dr. Peter Jambrek                                                   | 25 czerwca 1991                                                     | 19 grudnia 1998                                                     |
| 2.                                                                  | 25 kwietnia 1994                                                    | 24 kwietnia 1997                                                    | dr. Anton Jerovšek                                                  | 25 czerwca 1991                                                     | 19 grudnia 1998                                                     |
| 3.                                                                  | 25 kwietnia 1997                                                    | 30 października 1998                                                | dr. Lovro Šturm                                                     | 25 czerwca 1991                                                     | 19 grudnia 1998                                                     |
| 4.                                                                  | 11 listopada 1998                                                   | 10 listopada 2001                                                   | Franc Testen                                                        | 25 maja 1993                                                        | 24 maja 2002                                                        |
| 5.                                                                  | 11 listopada 2001                                                   | 10 listopada 2004                                                   | prof. dr. Dragica Wedam Lukić                                       | 1 kwietnia 1998                                                     | 31 marca 2007                                                       |
| 6.                                                                  | 11 listopada 2004                                                   | 10 listopada 2007                                                   | prof. dr. Janez Čebulj                                              | 31 października 1998                                                | 27 marca 2008                                                       |
| 7.                                                                  | 11 listopada 2007                                                   | 10 listopada 2010                                                   | Jože Tratnik                                                        | 25 maja 2002                                                        | 15 lipca 2011                                                       |
| 8.                                                                  | 11 listopada 2010                                                   | 10 listopada 2013                                                   | prof. dr. Ernest Petrič                                             | 25 kwietnia 2008                                                    | 24 kwietnia 2017                                                    |
| 9.                                                                  | 11 listopada 2013                                                   | 30 października 2016                                                | mag. Miroslav Mozetič                                               | 31 października 2007                                                | 30 października 2016                                                |
| 10.                                                                 | 31 października 2016                                                | 18 grudnia 2018                                                     | dr. Jadranka Sovdat                                                 | 19 grudnia 2009                                                     | 18 grudnia 2018                                                     |
| 11.                                                                 | 19 grudnia 2018                                                     | 15 grudnia 2021                                                     | prof. dr. Rajko Knez                                                | 25 kwietnia 2017                                                    | nadal                                                               |
| 12.                                                                 | 15 grudnia 2021                                                     | nadal                                                               | prof. dr. Matej Accetto                                             | 27 marca 2017                                                       | nadal                                                               |

### Zastępca Przewodniczącego
Zastępca Przewodniczącego Sądu Konstytucyjnego (Podpredsednik Ustavnega sodišča) wybierany jest w ten sam sposób, co przewodniczący, a do jego zadań poza pełnieniem obowiązków sędziego, należy sprawowanie funkcji przypadających przewodniczącemu w czasie jego nieobecności.
| Zastępcy Przewodniczącego Sądu Konstytucyjnego (Namestniki in podpredsedniki Ustavnega sodišča) | Zastępcy Przewodniczącego Sądu Konstytucyjnego (Namestniki in podpredsedniki Ustavnega sodišča) | Zastępcy Przewodniczącego Sądu Konstytucyjnego (Namestniki in podpredsedniki Ustavnega sodišča) | Zastępcy Przewodniczącego Sądu Konstytucyjnego (Namestniki in podpredsedniki Ustavnega sodišča) | Zastępcy Przewodniczącego Sądu Konstytucyjnego (Namestniki in podpredsedniki Ustavnega sodišča) | Zastępcy Przewodniczącego Sądu Konstytucyjnego (Namestniki in podpredsedniki Ustavnega sodišča) |
| Lp.                                                                                             | Okres pełnienia funkcji                                                                         | Okres pełnienia funkcji                                                                         | Sędzia                                                                                          | Okres zasiadania w Sądzie Konstytucyjnym                                                        | Okres zasiadania w Sądzie Konstytucyjnym                                                        |
| Lp.                                                                                             | od                                                                                              | do                                                                                              | Sędzia                                                                                          | od                                                                                              | do                                                                                              |
| ----------------------------------------------------------------------------------------------- | ----------------------------------------------------------------------------------------------- | ----------------------------------------------------------------------------------------------- | ----------------------------------------------------------------------------------------------- | ----------------------------------------------------------------------------------------------- | ----------------------------------------------------------------------------------------------- |
| 1.                                                                                              | 25 kwietnia 1994                                                                                | 24 kwietnia 1997                                                                                | Franc Testen                                                                                    | 25 maja 1993                                                                                    | 24 maja 2002                                                                                    |
| 2.                                                                                              | 25 kwietnia 1997                                                                                | 8 stycznia 1998                                                                                 | dr Janez Šinkovec                                                                               | 25 czerwca 1991                                                                                 | 8 stycznia 1998                                                                                 |
| 3.                                                                                              | 9 stycznia 1998                                                                                 | 30 października 1998                                                                            | mag. Matevž Krivic                                                                              | 25 czerwca 1991                                                                                 | 19 grudnia 1998                                                                                 |
| 4.                                                                                              | 12 listopada 1998                                                                               | 10 listopada 2001                                                                               | dr Lojze Ude                                                                                    | 25 maja 1993                                                                                    | 24 maja 2002                                                                                    |
| 5.                                                                                              | 11 listopada 2001                                                                               | 10 listopada 2004                                                                               | dr Janez Čebulj                                                                                 | 31 października 1998                                                                            | 27 marca 2008                                                                                   |
| 6.                                                                                              | 11 listopada 2004                                                                               | 10 listopada 2007                                                                               | dr Mirjam Škrk                                                                                  | 31 października 1998                                                                            | 27 marca 2008                                                                                   |
| 7.                                                                                              | 11 listopada 2007                                                                               | 18 grudnia 2009                                                                                 | dr Ciril Ribičič                                                                                | 19 grudnia 2000                                                                                 | 18 grudnia 2009                                                                                 |
| 8.                                                                                              | 11 stycznia 2010                                                                                | 10 listopada 2013                                                                               | mag. Miroslav Mozetič                                                                           | 31 października 2007                                                                            | 30 października 2016                                                                            |
| 9.                                                                                              | 11 listopada 2013                                                                               | 30 października 2016                                                                            | dr Jadranka Sovdat                                                                              | 19 grudnia 2009                                                                                 | 18 grudnia 2018                                                                                 |
| 10.                                                                                             | 31 października 2016                                                                            | 27 września 2019                                                                                | dr Etelka Korpič – Horvat                                                                       | 28 września 2010                                                                                | 27 września 2019                                                                                |
| 11.                                                                                             | 28 września 2019                                                                                | 15 grudnia 2021                                                                                 | prof. dr. Matej Accetto                                                                         | 27 marca 2017                                                                                   | nadal                                                                                           |
| 12.                                                                                             | 15 grudnia 2021                                                                                 | nadal                                                                                           | doc. dr. Rok Čeferin                                                                            | 28 września 2019                                                                                | nadal                                                                                           |

### Sekretarz Generalny
Sekretarz Generalny Sądu Konstytucyjnego (Generalni sekretar Ustavnega sodišča) powoływany i odwoływany jest przez Sąd Konstytucyjny podczas sesji administracyjnej decyzją ponad połowy wszystkich sędziów. Kandydatem na to stanowisko może być prawnik posiadający zdany egzamin adwokacki lub doktorat z prawa i dziesięcioletni staż pracy w zawodach, dla których wymagane jest wykształcenie prawnicze. Sekretarz generalny reprezentuje Przewodniczącego Sądu Konstytucyjnego w sprawach poza postępowaniami sądowymi prowadzonymi przed Sądem Konstytucyjnym . Jest szefem Sądu Konstytucyjnego, bezpośrednim dysponentem budżetu sądu i przełożonym pracowników sądu. Kieruje pracami Sekretariatu Sądu Konstytucyjnego. Do obowiązków sekretarza należy również uczestnictwo w obradach Sądu Konstytucyjnego i poszczególnych izb, jest też sekretarzem rady redakcyjnej. Rozpatruje wnioski skierowane do sądu w sprawach niepodlegających kompetencji Sądu Konstytucyjnego, sporządzając wyjaśnienie dla wnioskodawcy tłumaczące braku możliwości rozpatrzenia sprawy przez Sąd Konstytucyjny. Udziela wyjaśnień dotyczących odwołań i sprzeciwów od decyzji oraz wniosków Sądu Konstytucyjnego.  Na wniosek Sekretarza Generalnego Sąd Konstytucyjny powołuje Zastępcę Sekretarza Generalnego (namestnik generalnega sekretarja), który zastępuje go w czasie jego nieobecności oraz Asystentów Sekretarza Generalnego (pomočniki generalnega sekretarja), którym powierza kierowanie pracami doradców i przekazuje część obowiązków wynikających z kompetencji Sekretarza Generalnego.
| 1. | Milan Baškovič       | 25 czerwca 1991     | 28 lutego 1993       |
| 2. | dr. Janez Čebulj     | 1 maja 1993         | 30 października 1998 |
| 3. | mag. Jadranka Sovdat | 29 stycznia 1999    | 18 grudnia 2009      |
| 4. | dr. Erik Kerševan    | 1 lutego 2010       | 31 lipca 2012        |
| 5. | dr. Sebastian Nerad  | 3 października 2012 | nadal                |

### Sekretariat Sądu Konstytucyjnego
Sekretariat Sądu Konstytucyjnego (sekretariat Ustavnega sodišča) zapewnia obsługę merytoryczną, techniczną, finansową i administracyjną sądu .
Jednostki organizacyjne sekretariatu:
- Departament Doradztwa Prawnego (strokovna služba) – w jego skład wchodzą doradcy Sądu Konstytucyjnego powołani przez Sąd Konstytucyjny[37], do których zadań należy przygotowanie analiz, opinii, sprawozdań i projektów decyzji, w sprawach prowadzonych przed Sądem Konstytucyjnym[38]. Pracami doradców kierują zastępca i asystenci Sekretarza Generalnego (namestnik in pomočniki generalnega sekretarja), którzy również wykonują obowiązki doradców w skomplikowanych sprawach[21] .
- Departament Analiz i Współpracy Międzynarodowej (služba za analize in mednarodno sodelovanje) – do jego zadań należy gromadzenie danych i informacji o charakterze prawnym na potrzebny doradców Sądu Konstytucyjnego, przygotowanie materiałów prawnych i analiz na potrzeby rozpraw, oraz podstaw prawnych do akt sądowych, tłumaczenie orzeczeń Sądu Konstytucyjnego na język angielski oraz organizacja współpracy międzynarodowej sądu[39]; Pracami jednostki kieruje Szef Departamentu (predstojnik službe) mianowany przez Sąd Konstytucyjny na wniosek Sekretarza Generalnego[40].
- Departament Informatyki i Dokumentacji (služba za informatiko in dokumentacijo) – zapewnia obsługę informatyczną sądu, archiwizuje akta sądowe i obsługuje bibliotekę sądu[41]. Pracami jednostki kieruje Szef Departamentu (predstojnik službe) mianowany przez Sąd Konstytucyjny na wniosek Sekretarza Generalnego[42].
- Biuro Główne (glavna pisarna) – zapewnia obsługę administracyjno-biurową sądu, przyjmuje wnioski, podania, decyzje i pozostałe dokumenty, prowadzi rejestry, rozsyła materiały na sesje plenarne i posiedzenia izb, publikuje decyzje, uchwały i orzeczenia Sądu Konstytucyjnego w Dzienniku Urzędowym Republiki Słowenii lub w innych dziennikach urzędowych[43]. Pracami jednostki kieruje Szef Biura Głównego (vodja glavne pisarne) mianowany przez Sąd Konstytucyjny na wniosek Sekretarza Generalnego[44].
- Departament Spraw Ogólnych i Finansowych (služba za splošne in finančne zadeve) – zapewnia obsługę finansowo-księgową, kadrową, administracyjną i techniczną sądu oraz przeprowadza lub zapewnia szkolenia pracowników[45]. Jednostką kieruje Dyrektor Departamentu (direktor službe) mianowany przez Sąd Konstytucyjny na wniosek Sekretarza Generalnego[46]. Dyrektor zatwierdza również plan finansowy sądu[21] .